# Spirillum
Spirillum ou Espirilo é um gênero de bactérias Gram-negativas, helicoidal, rígidas, microaerófilas obrigatórias, com tufos de flagelos em ambas extremidades. A hélice do maior espirilo, S. volutans, é de 5 a 8 um (micrômetros) de diâmetro por 60 mm de comprimento. Possuem de 0 a 5 hélices. A maioria das espécies é de vida aquática livre, exceto pelo Spirillum minus que causa Febre da mordedura do rato em humanos e macacos.
Foram descritos pela primeira vez por van Leeuwenhoek em 1670.

## Cultivo
Crescem bem em água doce estagnada com material orgânico. Eles precisam de uma atmosfera de 1-9% de oxigênio para crescer, possuem atividade de catalase fraca, mas produzem reações positivas para ensaios de oxidase e fosfatase.